# Acosta (Monagas)
Acosta é um município da Venezuela localizado no estado de Monagas.
A capital do município é a cidade de San Antonio de Capayacuar.